# Григорьева, Ирина Владимировна
Ирина Владимировна Григорьева — профессор физики в Манчестерском университете и директор Научно-исследовательского совета по инженерным и физическим вопросам Центра подготовки докторов наук в области науки и применения графена.
В 2019 году награждена медалью Дэвида Табора, премией Института физики и была избрана членом Института.
Участник проекта Корпус экспертов по естественным наукам, имеет 65789 цитирования её работ за период после 1988 года.

## Биография
Родилась в России. Окончила МИСИС. Работала в Институте физики твёрдого тела РАН в России и получила докторскую степень в 1989 году.

## Исследования и карьера
В 1990 году переехала в Ноттингем со своим мужем Андреем Геймом. Посетила Оксфордский и Кембриджский университеты, а также Лондонский имперский колледж, чтобы провести семинары по своей докторской работе. Далее стала работать в Бристольском университете в качестве научного сотрудника. Переехав в Неймеген, работала лаборантом. Именно Григорьева предложила Андрею Гейму использовать лягушку для демонстрации магнитной левитации, за что Гейм получил Шнобелевскую премию.
В 2001 году перешла на работу в Манчестерский университет, где работает в группе по физике конденсированных сред. Когда она присоединилась к группе, начала изучать адгезивные механизмы ног геккона. В 2003 году создала клей, похожий на геккон, который самоочищается и повторно прикрепляется. Является членом Совета графена. Профессор физики в Университете Манчестера и директор Научно-исследовательского совета по инженерным и физическим вопросам Центра докторантуры в области естественных наук и применения графена. Работает над электронными и магнитными свойствами двумерных материалов. Интересуется сверхпроводящими материалами и применением графена в спинтронике. В 2013 году впервые продемонстрировала, что графен может быть магнитным благодаря использованию немагнитных атомов и вакансий. Дефекты в графене несут спин -1/2 магнитных моментов. В 2015 году продемонстрировала, что можно включать и выключать магнетизм в графене. Создала маленькие пузырьки из графена и показала, что они могут выдерживать давление в 200 мегапаскалей, что больше, чем в глубоком океане. Для измерения давления внутри пузырька графена были применены атомно-силовая микроскопия и монослой нитрида бора.
Использовала графен в качестве фильтра для удаления субатомных частиц, включая удаление протонов из тяжёлой воды. Это включает удаление дейтерия для очистки ядерных отходов.

### Награды и отличия
- 2017 — один из самых цитируемых исследователей в физике.
- 2019 — Медаль Давида Табора Института Физики[11][22].

### Личная жизнь
Замужем за физиком Андреем Геймом, в браке имеется дочь. Входит в состав Совета управляющих Школы девочек Withington.